# Эйдолон
Э́йдолон (др.-греч. εἴδωλον — «изображение, образ; привидение, призрак; подобие, видимость», от др.-греч. εἶδος — «образ, облик») — понятие в древнегреческой философии.
В философии Платона эйдолон обозначает копию или образ идеи, не отражающий её сущности. К. А. Свасьян указывает в работе:
…термин «эйдолон» есть образ, но ограниченный лишь чувственной реальностью (без «способа восхождения»). Интересно, что у Платона слово это носит, как правило, бранный характер; «фабрикант образов» — такую характеристику заслуживают у него софист, поэт и художник.